# My Beautiful Bloody Break Up
My Beautiful Bloody Break Up è il quarto EP del rapper italiano Mondo Marcio, pubblicato il 15 febbraio 2021 dalla Mondo Records.

## Descrizione
Il disco si compone di sei brani di carattere autobiografico che affronta il processo di una relazione molto importante giunta al termine, passando dall'improvvisa rottura sino alla necessaria accettazione di essa. Il titolo è inoltre un omaggio all'album My Beautiful Dark Twisted Fantasy di Kanye West.

Il 9 aprile dello stesso anno è stata pubblicata la riedizione dell'EP, sottotitolata Full Circle e contenente un remix del singolo Sigarette e l'inedito Il mio riflesso, sul quale lo stesso Mondo Marcio ha dichiarato:

## Tracce
1. Goodbye Kiss – 4:28
2. Nel posto più freddo – 3:18
3. Sigarette – 3:05
4. Corona Love Story (feat. Rose Villain) – 2:54
5. Replay – 3:22
6. Bloody break up (feat. Nyv) – 3:18

Tracce bonus nella riedizione
1. Sigarette (Heartless Remix) (featuring Heartless) – 3:00
2. Il mio riflesso – 2:58

## Formazione
- Mondo Marcio – voce, produzione (tracce 1-4, 6-8)
- Rose Villain – voce (traccia 4)
- Seife – produzione (traccia 5)
- Nyv – voce (traccia 6)